# Ciclo solar 2

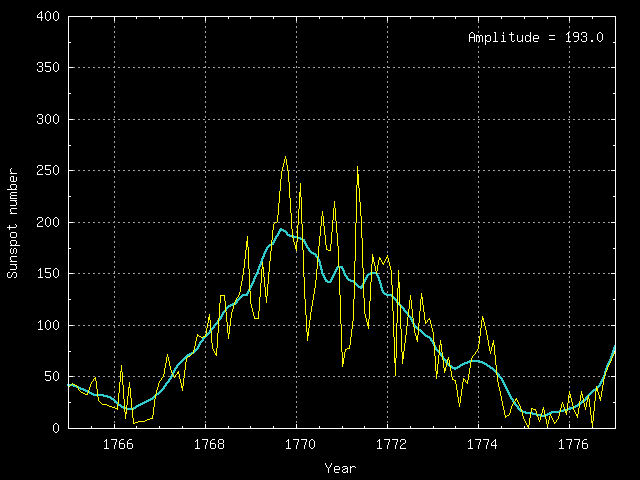
O gráfico do ciclo solar 2. É baseado na versão 2.0 dos números médios mensais de manchas solares do WDC-SILSO, Observatório Real da Bélgica, Bruxelas.

O ciclo solar 2 foi o segundo ciclo solar desde 1755, quando se iniciou o registro intensivo da atividade das manchas solares. O ciclo durou nove anos, iniciando-se em junho de 1766 e terminando em junho de 1775. O número de mancha atenuado máximo (fórmula SIDC) observado durante o ciclo foi 193,0 (setembro de 1769), e o mínimo inicial foi 18,6.
As observações de manchas solares por Alexander Wilson durante este período estabeleceram o efeito Wilson.